# Yosef Burg

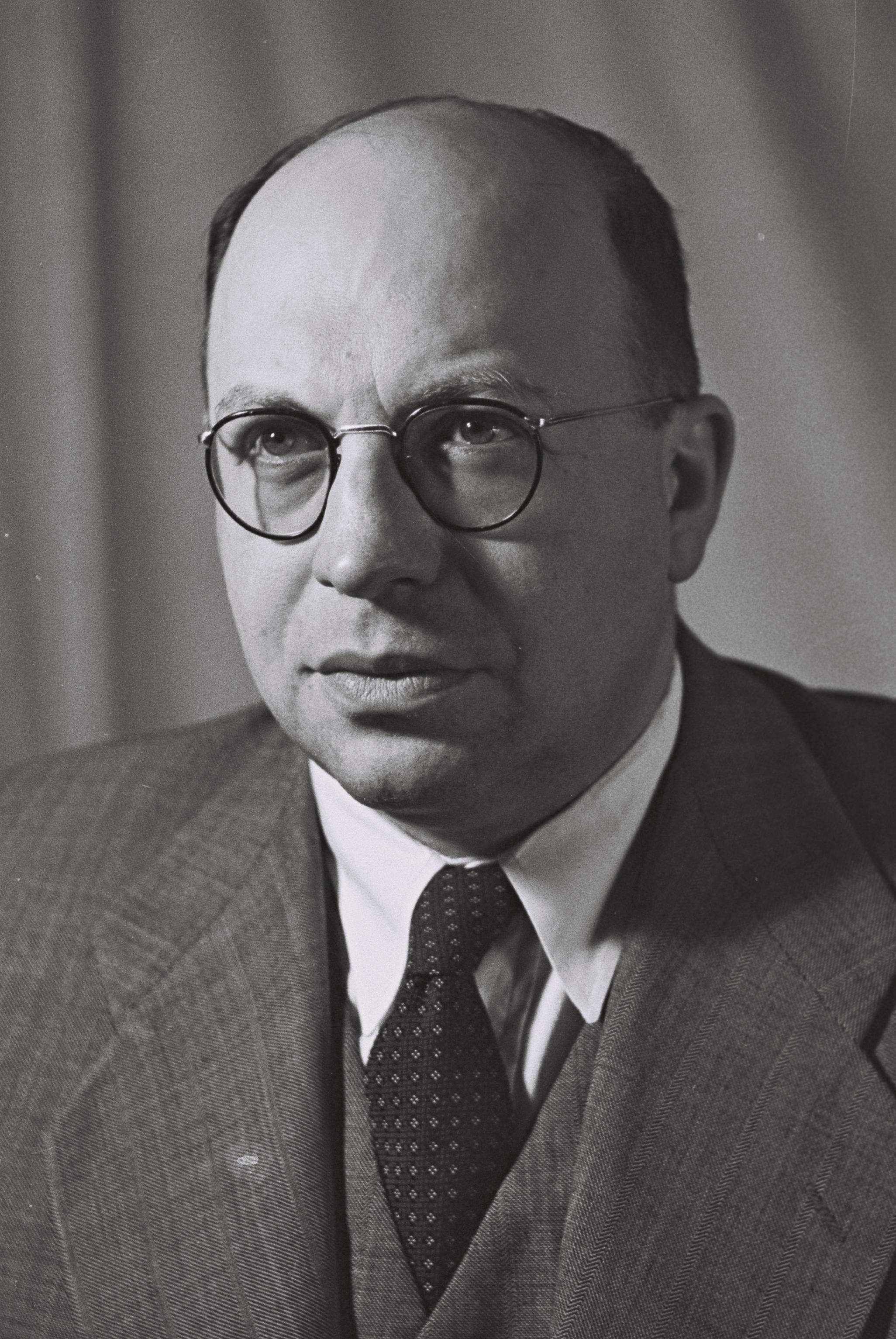
Yosef Burg

Yosef Salomon Burg (Hebreeuws: יוסף בורג) (Dresden, 31 januari 1909 - Jeruzalem, 15 oktober 1999) was een Israëlisch politicus en rabbijn.
Burg studeerde aan een rabbijnenseminarium in Berlijn en van 1928 tot 1931 aan de Universiteit van Berlijn. Hij promoveerde aan de Universiteit van Leipzig in 1933 en verkreeg zijn beëdiging als rabbijn in 1938. In 1939 ging hij op alia en werd onderzoeker aan de Hebreeuwse Universiteit van Jeruzalem.
In Israël werd Yosef Burg lid van de Hapo'el Mizrachi, een religieus zionistische beweging. Met drie andere partijen vormde deze beweging het Nationaal Religieus Front voor de eerste nationale verkiezingen in 1949. De partij won 16 zetels en Burg werd Knessetlid en vicevoorzitter van het parlement.
Bij de verkiezingen van 1951 deed Hapoe'el Mizrachi op eigen lijst mee en won acht zetels. Burg nam weer plaats in de Knesset en werd minister van Gezondheidszorg in 3de regering van Israël. In de 4de tot 6de regering was hij minister van Postdiensten (tegenwoordig Communicatie), een positie die hij vervulde tot 1958.
In 1956 ging de partij van Burg samen met de Mizrachi-partij, die tegenwoordig bekendstaat als de Nationaal-Religieuze Partij (NRP). Deze partij deed mee aan alle regeringen tot 1992 en als vooraanstaand lid was Burg minister gedurende iedere Knesset tot zijn aftreden van de Knesset in 1986, in de portefeuilles van Welzijn, Binnenlandse zaken, en Religieuze Zaken.
In 1977 werd hij president van de internationale Mizrachibeweging.
Hij is de vader van Avraham Burg, een voormalig parlementslid voor de Arbeidspartij die voorzitter was van de 15de Knesset.